# Eddie Cahill
Edmund Patrick „Eddie” Cahill (ur. 15 stycznia 1978 w Nowym Jorku) – amerykański aktor telewizyjny, teatralny, filmowy i głosowy.

## Życiorys
Urodził się w Nowym Jorku w rodzinie rzymskokatolickiej jako jedyny syn i drugie z trojga dzieci Irlandczyka i Włoszki. Dorastał wraz ze starszą i młodszą siostrą. Początkowo planował zostać nauczycielem, zanim w wieku siedemnastu lat obejrzał Les Misérables i zafascynował się aktorstwem. W 1996 ukończył Byram Hills High School w Armonk, w stanie Nowym Jorku. Naukę kontynuował w Skidmore College w Saratoga Springs. Uczył się aktorstwa w Atlantic Theater Acting School, części Tisch School of the Arts przy Uniwersytecie Nowojorskim.
W 2000 zadebiutował na profesjonalnej scenie w off-Broadwayowskim przedstawieniu Altruiści (The Altruists). Został zauważony przez Sarah Jessicę Parker podczas występu w sztuce w Nowym Jorku i został obsadzony w serialu HBO Seks w wielkim mieście (Sex in the City, 2000). 
W sitcomie NBC Przyjaciele (Friends, 2000-2001) zagrał postać Taga Jonesa, przystojnego młodego asystenta Rachel. Na dużym ekranie pojawił się po raz pierwszy jako Jim Craig – bramkarz hokeista w historycznym dramacie sportowym Cud w Lake Placid (Miracle, 2004) u boku Kurta Russella. Popularność przyniosła mu rola detektywa Dona Flacka w serialu CBS CSI: Kryminalne zagadki Nowego Jorku (CSI: NY, 2004-2013). 
W biograficznym sensacyjnym dramacie sportowym Królowie Dogtown (Lords of Dogtown, 2005) z Rebeccą De Mornay i Heathem Ledgerem zagrał drugoplanową postać Larry’ego Gordona.

## Życie prywatne
12 lipca 2009 ożenił się z Nikki Uberti, z którą od wielu lat był w związku. Uberti jest modelką i makijażystką, wcześniej była zamężna z kontrowersyjnym fotografem Terrym Richardsonem. Mają syna Henry’ego (ur. 2010).
Jest wielkim fanem piłki nożnej; jego ulubioną drużyną jest Glasgow Celtic Football Club. Regularnie gra w hokeja i przez trzy sezony pisał blog play-off dla New York Rangers, jego ulubionej drużyny National Hockey League.

## Filmografia

### Seriale TV
- 2000: Seks w wielkim mieście (Sex in the City) jako Sean
- 2000: Czarodziejki (Charmed) jako Sean
- 2000: Felicity jako James
- 2000-2001: Przyjaciele (Friends) jako Tag Jones
- 2001: Prawo i porządek: sekcja specjalna jako Tommy Dowd
- 2002: Jezioro marzeń (Dawson's Creek) jako Max Winter
- 2002: Napiętnowany (Haunted) jako Nicholas Trenton
- 2004-2013: CSI: Kryminalne zagadki Nowego Jorku (CSI: NY) jako Don Flack
- 2014–2015: Pod kopułą (Under the Dome) jako Sam Verdreaux
- 2016–2017: Conviction jako Conner Wallace
- 2018: Hawaii Five-0 jako Carson Rodes
- 2019: L.A.’s Finest jako Michael Alber
- 2019: Agenci NCIS: Nowy Orlean jako Eddie Barrett

### Filmy
- 2004: Cud w Lake Placid (Miracle) jako Jim Craig
- 2005: Królowie Dogtown (Lords of Dogtown) jako Larry Gordon
- 2008: Ulica Narrows (The Narrows) jako Nicky Shades
- 2008: This Is Not a Test jako Robert Forte

### gry komputerowe
- 2008: CSI: Kryminalne zagadki Nowego Jorku jako Donald Flack (głos)